# Jelle Nijdam
Jelle Nijdam (Zundert, 16 agosto 1963) è un ex ciclista su strada e pistard olandese.
Professionista dal 1984 al 1996, vinse un'Amstel Gold Race, una Parigi-Tours e sei tappe al Tour de France.
È figlio di Henk Nijdam, ex ciclista campione del mondo di inseguimento nel 1962.

## Carriera
Iniziò la carriera impegnandosi soprattutto nelle gare su pista: sia a livello allievi che nella categoria juniores fu campione olandese dell'inseguimento individuale; si ripeté poi nella stessa specialità tra gli élite, laureandosi campione nazionale nel 1985.
Nell'estate 1984 prese parte ai Giochi olimpici di Los Angeles: iscritto alle prove su pista dell'inseguimento individuale e a squadre, concluse rispettivamente sesto e, con i compagni Ralf Elshof, Rik Moorman e Mark van der Hulst, decimo. Poco dopo si guadagnò un contratto tra i professionisti con la Kwantum Hallen-Yoko, squadra olandese nata dallo scioglimento della TI-Raleigh.
Le grandi doti di passista, ereditate dall'attività su pista, lo resero un buon finisseur e cronoman, e gli permisero di ottenere subito risultati di rilievo anche nelle gare su strada. Nel 1985 partecipò così per la prima volta al Tour de France concludendolo in 115ª posizione, per quella che sarà la prima di nove presenze consecutive alla Grande Boucle (fino al 1993).
Due anni dopo fa suo il prologo di Berlino del Tour de France 1987: nell'occasione batte Lech Piasecki e il poi vincitore finale Stephen Roche, andando a vestire anche la prima maglia gialla. In ognuna delle quattro edizioni a seguire ottiene almeno una vittoria di tappa: una nel 1988 (più due giorni in maglia gialla), due nel 1989, una nel 1990 e una nel 1991.
È questo il periodo in cui arrivano le vittorie più importanti dell'intera parabola sportiva. Nell'aprile del 1988 si aggiudica infatti l'Amstel Gold Race arrivando in solitaria a Meerssen; nel settembre del 1989 vince quindi la Parigi-Bruxelles mentre nell'ottobre dello stesso anno trionfa alla Parigi-Tours, gara valida per la prima coppa del mondo, precedendo Eric Vanderaerden e un giovane Johan Museeuw.
Consegue inoltre molti successi nelle frazioni delle brevi corse a tappe del panorama nordeuropeo: al Giro dei Paesi Bassi, vinto peraltro per tre volte, alla Dwars door België, alla Tre Giorni di La Panne, alla Quattro giorni di Dunkerque. Si impone poi in numerosissimi criterium di città olandesi e belghe. Conclude la carriera al termine dell'anno 1996, dopo due stagioni trascorse alla TVM.

## Palmarès

### Strada
- 1984 (Kwantum Hallen-Yoko, 4 vittorie)

1ª tappa Ster van Brabant
Classifica generale Ster van Brabant
Prologo Olympia's Tour
9ª tappa b Olympia's Tour
- 1985 (Kwantum Hallen-Yoko, 5 vittorie)

Grand Prix Raymond Impanis
Classifica generale Giro del Lussemburgo
Prologo Giro di Svezia
3ª tappa Giro di Svezia
Prologo Giro del Belgio
- 1986 (Kwantum Hallen-Yoko, 5 vittorie)

4ª tappa Giro del Lussemburgo
Prologo Giro di Svezia
Koppeltijdrit Kerkdriel (cronocoppie, con Rob Harmeling)
2ª tappa Giro di Danimarca
Prologo Giro dei Paesi Bassi
- 1987 (Superconfex-Yoko, 8 vittorie)

Dwars door België
1ª tappa Quattro giorni di Dunkerque
1ª tappa Tour de l'Oise
Classifica generale Tour de l'Oise
1ª tappa Giro di Svezia
Prologo Tour de France
1ª tappa Giro di Danimarca
Prologo Giro dei Paesi Bassi
- 1988 (Superconfex-Yoko, 6 vittorie)

Amstel Gold Race
3ª tappa Vuelta a Asturias
4ª tappa Tour de France
Prologo Giro dei Paesi Bassi
5ª tappa Giro dei Paesi Bassi
- 1989 (Superconfex-Yoko, 12 vittorie)

Grand Prix Benego
2ª tappa Tour de l'Oise
Ronde van Midden-Zeeland
3ª tappa Vuelta a Asturias
Prologo Giro di Svezia
4ª tappa Tour de France
14ª tappa Tour de France
Acht van Chaam
1ª tappa Giro dei Paesi Bassi
Parigi-Bruxelles
1ª tappa Tour of Ireland
Parigi-Tours
- 1990 (Buckler-Colnago-Decca, 10 vittorie)

2ª tappa Vuelta a Murcia
Grand Prix Hannut
5ª tappa Quattro giorni di Dunkerque
6ª tappa Quattro giorni di Dunkerque
Binche-Tournai-Binche
Prologo Giro di Svezia
4ª tappa Giro di Svezia
6ª tappa Tour de France
Prologo Giro dei Paesi Bassi
Classifica generale Giro dei Paesi Bassi
- 1991 (Buckler-Colnago-Decca, 7 vittorie)

2ª tappa Giro del Mediterraneo
4ª tappa Giro del Mediterraneo
2ª tappa Tre Giorni di La Panne
4ª tappa Tre Giorni di La Panne
Classifica generale Tre Giorni di La Panne
5ª tappa Tour de France
Prologo Giro dei Paesi Bassi
- 1992 (Buckler-Colnago-Decca, 6 vittorie)

3ª tappa Vuelta a Aragón
Prologo Vuelta a España (Jerez de la Frontera cronoprologo)
Prologo Giro dei Paesi Bassi
3ª tappa Giro dei Paesi Bassi
Classifica generale Giro dei Paesi Bassi
Grand Prix Eddy Merckx
- 1993 (Wordperfect-Colnago-Decca, 3 vittorie)

5ª tappa Tre Giorni di La Panne
Prologo Tour Dupont
2ª tappa Vuelta a Asturias
- 1994 (Wordperfect-Colnago-Decca, 2 vittorie)

Flèche Côtière
Kampioenschap van Vlaanderen
- 1995 (TVM-Polis Direct, 8 vittorie)

Dwars door België
6ª tappa Vuelta a Aragón
1ª tappa Tour de l'Oise
Classifica generale Tour de l'Oise
Binche-Tournai-Binche
Amsterdam Rai Derny Race
6ª tappa Giro dei Paesi Bassi
Classifica generale Giro dei Paesi Bassi
- 1996 (TVM-Farm Frites, una vittoria)

Ronde van Midden-Zeeland

### Pista
- 1981

Campionato olandese, inseguimento individuale allievi
- 1984

Campionato olandese, inseguimento individuale dilettanti
- 1985

Campionato olandese, inseguimento individuale
- 1986

Campionato olandese, keirin

### Altri successi
- 1985 (Kwantum Hallen-Yoko)

Criterium di Kwadendamme
- 1986 (Kwantum Hallen-Yoko)

Criterium di Torhout
Prodronde van Maastricht
- 1987 (Superconfex-Yoko)

Criterium di Breda
Profronde van Oostvoorne
Criterium di Simpelveld
Criterium di Oostakker
Criterium di Apeldoorn
Maastricht Derny Race
- 1988 (Superconfex-Yoko)

Grand Prix de la Libération (cronosquadre)
Profronde van Surhuisterveen
2ª tappa Ronde van Deurne
- 1989 (Superconfex-Yoko)

Polder-Kempen
Profronde van Oostvoorne
Criterium di Strombeek-Bever
Criterium di Merelbeke
- 1990 (Buckler-Colnago-Decca)

Criterium di Berghem
Gouden Pijl Emmen
Criterium di Woerden
Criterium di Noordwijk-aan-Zee
- 1991 (Buckler-Colnago-Decca)

Criterium di Panningen
Criterium di Schaan
Grand Prix de la Libération (cronosquadre)
- 1992 (Buckler-Colnago-Decca)

Profronde van Pijnacker
- 1993 (Wordperfect-Colnago-Decca)

Criterium di Steenwijk
Criterium di Bredene
- 1994 (Wordperfect-Colnago-Decca)

Criterium di Wanzele
Criterium di Aalter
- 1995 (TVM-Polis Direct)

Criterium di Ulvenhout
Criterium di Willebroek
- 1996 (TVM-Farm Frites)

Profronde van Pijnacker
Boxmeer Derny Race

## Piazzamenti

### Grandi Giri
- Tour de France

1985: 115º
1986: ritirato
1987: 124º
1988: 122º
1989: 121º
1990: 127º
1991: 117º
1992: 113º
1993: 129º
1995: ritirato
- Vuelta a España

1991: ritirato
1992: 103º

## Riconoscimenti
- Trofeo Gerrit Schulte nel 1989